# Społeczność Chrześcijańska w Olsztynie
Społeczność Chrześcijańska w Olsztynie – zbór Kościoła Chrystusowego w RP działający w Olsztynie.
Pastorem zboru jest Marcin Zwoliński. Nabożeństwa odbywają się w kaplicy przy ul. Warmińskiej 23.

## Historia
Działalność Zjednoczenia Kościołów Chrystusowych na terenie Olsztyna została zapoczątkowana dzięki przybyciu do miasta w kwietniu 1945 związanych z tym wyznaniem Jerzego Sacewicza, Bolesława Winnika i Mikołaja Korniluka wraz z ich rodzinami w celu rozpoczęcia na jego terenie funkcjonowania kościoła oraz ochrony protestanckich budynków kultowych. Olsztyński zbór Zjednoczenia Kościołów Chrystusowych powstał w czerwcu 1945. Olsztyn stanowił siedzibę władz zwierzchnich Zjednoczenia, która mieściła się przy ul. Mazurskiej 15. Jeszcze w 1945 zaczęto prowadzić regularne nabożeństwa. 
W lipcu 1946 siedzibą wspólnoty stał się budynek przy ul. Warmińskiej 23, dawna kaplica niemieckiej Społeczności Ewangelickiej, która należała do nurtu kościołów wolnych. W ramach Społeczności Ewangelickiej w okresie okupacji niemieckiej ziem polskich w czasie II wojny światowej prowadzenie działalności kontynuowały niektóre zbory Zjednoczenia Kościołów Chrystusowych oraz baptystyczne. W kaplicy działał wcześniej zbór o charakterze baptystycznym. Po remoncie kaplicy rozpoczęto prowadzenie w niej nabożeństw, a stanowisko pastora zboru pełnił Jerzy Sacewicz.
Na początku 1946 na wniosek pastora został powołany Komitet Pomocy „Ewangeliczny Samarytanin”, mający na celu wsparcie ludzi pokrzywdzonych w wyniku wojny. Zajmował się on dystrybucją darów od wspólnot chrześcijańskich z krajów Europy Zachodniej, organizował kolonie dla dzieci w celu ich dożywienia, jak również prowadził dom dziecka z siedzibą w Lidzbarku Warmińskim.
W dniach 12-13 sierpnia 1946 w Olsztynie miał miejsce nadzwyczajny zjazd Zjednoczenia Kościołów Chrystusowych, a w okresie 27-29 czerwca 1947 zorganizowany został XI Ogólnopolski Zjazd Kościoła. W mieście miały miejsce kursy biblijne oraz zajęcia dla zespołów wokalnych i dyrygentów. Wydany tu został „Śpiewnik Kościoła Chrystusowego”, powstał również dział wydawniczo-literacki oraz zajmowano się opracowywaniem materiałów do wydawania książek, broszur i kościelnego miesięcznika „Jedność”.
W 1948 siedziba władz zwierzchnich kościoła została przeniesiona do Warszawy. W momencie tym zbór otaczał opieką duszpasterską około 285 wiernych, z czego 122 ochrzczonych członków. Wówczas nowym pastorem został Mikołaj Korniluk, pełniący to stanowisko do swojej śmierci 11 stycznia 1971. 
W 1950 miała miejsce akcja aresztowania ewangelikalnych duchownych przez organy Ministerstwa Bezpieczeństwa Publicznego, w wyniku której uwięzieni zostali związani z tym terenem działacze kościoła, tacy jak Jerzy Sacewicz, Bolesław Winnik oraz pastor Mikołaj Korniluk.
4 czerwca 1953 zbór wraz z całym Zjednoczeniem Kościołów Chrystusowych wszedł w skład Zjednoczonego Kościoła Ewangelicznego w PRL, pozostając w jego strukturach do czasu rozwiązania tego związku wyznaniowego.
Następcą pastora Korniluka w latach 1971-1977 został Piotr Bronowicki. Od 1977 do 1987 funkcję pastora sprawował Sergiusz Kobus, a w okresie 1987-1993 stanowisko pełniącego obowiązki pastora obejmował Jan Szymczuk.
Po likwidacji Zjednoczonego Kościoła Ewangelicznego 1 lutego 1988 zbór wszedł w skład samodzielnego Kościoła Zborów Chrystusowych. Zbór w Olsztynie przyjął nazwę „Społeczność Ewangeliczna”.
W okresie od 1993 do połowy 1995 zbór pozbawiony był pastora. 25 czerwca 1995 w urząd ten został wprowadzony Marcin Zwoliński.
Wraz z zmianą nazwy Kościoła Zborów Chrystusowych na Wspólnotę Kościołów Chrystusowych w 2004 zbór przyjął nazwę „Społeczność Chrześcijańska”.